# ジェフリー・サックス
ジェフリー・サックス（英語: Jeffrey David Sachs, 1954年11月5日 - ）は、アメリカ合衆国の経済学者（開発経済学、国際経済学）。ミシガン州デトロイト出身。コロンビア大学地球研究所長（Earth Institute）を務め、国連ミレニアムプロジェクトのディレクターも兼務している。全米経済研究所研究員、Millenium Promiseの代表および共同創設者でもある。

## 概要
若くして国際貿易論の分野で業績を上げ、29歳でハーバード大学の教授となった俊英だったが、やがて開発分野に軸足を移し、気候変動や貧困問題といった地球規模の問題における積極的な発信により、経済学の領域を超えて世界的に知られるようになった。
医師が患者の病気を診断するのと同じように、地理的・歴史的背景を考慮して途上国の現状を詳しく分析しそれに適した途上国経済開発の援助をすべきだとするClinical Economics（臨床経済学）提唱している。その中でも、アフリカ諸国の経済においては、特に、AIDSやマラリア等の医療援助が経済発展に欠かせないとし、医療分野への援助、投資等を推奨している。
これまで、ラテンアメリカ、東欧、ユーゴスラビア、ロシア政府の経済顧問を歴任、特にボリビア、ポーランド、ロシアの経済危機への解決策のアドバイスやIMF、世界銀行、OECD、WHO、国連開発計画等の国際機関を通じた貧困対策、債務削減、エイズ対策等への積極的な活動を行っている。
タイムマガジンのタイム100に連続してノミネートされており、2015年にはブループラネット賞を受賞した。
2008年大統領選挙にサックスを擁立する目的のNGOが設立された。
労働者の福利向上を目指し、ジョセフ・スティグリッツやローラ・タイソン、ロバート・ライシュらと協同して、米国議会へ2014年度までに現行の時給7.25ドルから9.80ドルへの最低賃金引き上げを求める手紙を送っている。

## 経歴
- 1976年：ハーバード大学 学士（summa cum laude）
- 1978年：ハーバード大学 修士
- 1980年：ハーバード大学 博士、助教授就任
- 1982年：ハーバード大学 准教授就任
- 1983年：ハーバード大学 教授就任（Galen L.Stone Professor of International Trade）
- 2002年：コロンビア大学 教授就任（地球研究所所長）
- 2003年：コロンビア大学 Quetelet Professor Of Sustainable Development就任

## 主張

### TPP
経済政策の目標は低所得者や中間層を含めた社会のすべての階層の暮らし向きを良くすることである。
ゆえに、貧者や労働者を犠牲にして富裕層を利するような協定には懐疑的になるべきであるとサックスは述べる。
ISDSや過度なコピーライトはサックスにとっても懸念事項である。TPP以前の貿易協定でも米国は(社会的便利さを越えた)コピーライトの長期間保護や強い知的財産権を主張し、大規模な製薬会社を利するようなことを行ってきた。そして既に様々な企業が既存のISDSを利用して政府を揺さぶっているが、TPPに含まれているISDSは危険度・不必要さが以前より大きく、当該国家の法体系への打撃になるとサックスは述べる。
最も失望させる事項は、TPPには環境や労働の章すらないことである。TPP推進者らは労働基準や環境を大事にすると毎回言うにもかかわらずである。
気候変動に関しては検討すらされていない。米国議会はそのTPPにNOを突きつけるべきだとサックスは結論づける。

### 中国共産党
2018年12月、ファーウェイの最高財務責任者である孟晩舟が、対イラン経済制裁違反容疑でアメリカの要請によりカナダで逮捕されたことについて、中国封じ込めの一環であるとし、孟の引き渡しを求めるアメリカを偽善と非難した。サックスは、制裁措置に違反して罰金を科せられたアメリカ企業幹部は逮捕されていないと主張している。この記事で批判を受けたサックスは、26万人のフォロワーがいたTwitterアカウントを閉鎖した。アジア・ソサエティのフェローであるアイザック・ストーン・フィッシュは、サックスがファーウェイのポジションペーパーに序文を書いていることを指摘し、サックスがファーウェイから報酬を得ているのではないかと疑問視したが、サックスは報酬を受け取っていないと述べた。
2020年6月、サックスはアメリカによるファーウェイ標的は安全保障だけが目的ではないと述べた。サックスがアメリカ政府が偽善的口実でファーウェイを悪者にしていると非難していることについて、2020年に出版された『ヒドゥン・ハンド』のなかで、著者のクライブ・ハミルトンとマレイケ・オールバーグは、サックスがファーウェイとの密接な関係を持っていなければ、サックスの主張は有意義で影響力があったであろうとコメントしているが、これはサックスがファーウェイの「デジタルの未来を共有するためのビジョン」を支持していることを指している。また、ハミルトンとオールバーグは、サックスが中国政府やCEFCチャイナ・エナジーとの「ズブズブの関係」にあると述べている。
2021年1月のインタビューで、サックスはインタビュアーからの中国のウイグル人に対する抑圧についての質問を「アメリカが犯した巨大な人権侵害」に言及することで回避した。その後、19の人権団体が共同でコロンビア大学にサックスの発言を問題視する書簡を送付した。書簡の署名者たちは、サックスは、アメリカの人権侵害の歴史に話を逸らすことで、中国のウイグル人に対する抑圧を相対化するという中国外務省と全く同じロジックを用い、さらに中国政府に抑圧された人々の視点を矮小化することで、「中国政府の視点を強調し、その政府によって抑圧されている人々の視点を矮小化することによって、サックス教授は自らの組織のミッションを裏切っている」と批判している。『ザ・グローバリスト』の編集長であるステファン・リクターとJ.D.ビンデナゲルは、サックスが「古典的な共産主義のプロパガンダ策略」を積極的に推進していると批判している。
2021年4月、ウィリアム・シャバス（ミドルセックス大学）とともに、『PROJECT SYNDICATE』に寄稿し、アメリカ国務省が中国政府による新疆ウイグル自治区におけるウイグル人抑圧を「ジェノサイド」であり、かつ「人道に対する罪」に認定したことを「薄っぺらい」と批判し、アメリカ国務省から提供されたジェノサイドの証拠は何もないと述べ、「アメリカ国務省がジェノサイドの告発を立証できない限り、告発を撤回すべきである」と主張している。
『ナショナル・レビュー』によると、サックスは「中国共産党を含む権威主義体制に寛容な態度で長年意見を述べてきた」「COVID-19の起源、世界における中国の役割、ウイグル人大量虐殺など、多くの問題で日常的に北京の路線を採用している」としている。2022年、台湾の唐奨を受賞。

## 著書
日本語訳
- （フィリップ・ラレーンと共著）『マクロエコノミクス』（上・下巻）、石井菜穂子・伊藤隆敏共訳、日本評論社、1996年
- 『世界を動かす　ケネディが求めた平和への道』、櫻井祐子訳、早川書房、2014年
- Sachs, Jeffrey (October 4, 2011). The Price of Civilization: Reawakening American Virtue and Prosperity, Random House ISBN 978-1400068418
  - 『世界を救う処方箋――「共感の経済学」が未来を創る』、野中邦子・高橋早苗共訳、早川書房、2012年（原題　"The Price of Civilization"）
- Sachs, Jeffrey (2008). Common Wealth: Economics for a Crowded Planet ISBN 978-0-713-99919-8
  - 『地球全体を幸福にする経済学――過密化する世界とグローバル・ゴール』、野中邦子訳、早川書房、2009年
- Sachs, Jeffrey (2005). The End of Poverty: Economic Possibilities for Our Time, Penguin Press Hc ISBN 1-59420-045-9 (貧困の終焉の原著)
  - 『貧困の終焉――2025年までに世界を変える』、鈴木主税・野中邦子共訳、早川書房、2006年 ISBN 978-4150504045。ハヤカワ文庫、2014年
- Sachs, Jeffrey (2003). Macroeconomics in the Global Economy, Westview Press ISBN 0-631-22004-6
- Sachs, Jeffrey (2002). A New Global Effort to Control Malaria (Science), Vol. 298, October 4, 2002
- Sachs, Jeffrey (2002). Resolving the Debt Crisis of Low-Income Countries (Brookings Papers on Economic Activity), 2002:1
- Sachs, Jeffrey (2001). The Strategic Significance of Global Inequality (The Washington Quarterly), Vol. 24, No. 3, Summer 2001
- Sachs, Jeffrey (1997). Development Economics Blackwell Publishers ISBN 0-8133-3314-8
- Sachs, Jeffrey and Pistor, Katharina. (1997). The Rule of Law and Economic Reform in Russia (John M. Olin Critical Issues Series (Paper)) Westview Press ISBN 0-8133-3314-8
- Sachs, Jeffrey (1994). Poland's Jump to the Market Economy (Lionel Robbins Lectures) The MIT Press ISBN 0-262-69174-4
- Sachs, Jeffrey (1993). Macroeconomics in the Global Economy Prentice Hall ISBN 0-13-102252-0
- Sachs, Jeffrey (ed) (1991). Developing Country Debt and Economic Performance, Volume 1 : The International Financial System (National Bureau of Economic Research Project Report) University of Chicago Press ISBN 0-226-73332-7
- Sachs, Jeffrey and Warwick McKibbin Global Linkages: Macroeconomic Interdependence and Co-operation in the World Economy, Brookings Institution, June, 277 pages. (ISBN 0-8157-5600-3)
- Sachs, Jeffrey (ed) (1989). Developing Country Debt and the World Economy (National Bureau of Economic Research Project Report) University of Chicago Press ISBN 0-226-73338-6
- Bruno, Michael and Sachs, Jeffrey (1984), "Stagflation in the World Economy"